# Паолини, Лука
Лука Паолини (итал. Luca Paolini, род. 17 января 1977 в Милане, Италия) — итальянский профессиональный шоссейный велогонщик. Победитель этапов Джиро д'Италия и Вуэльты Испании. Победитель и призёр ряда классических и многодневных велогонок. Бронзовый призёр Чемпионата мира 2004 года. Участник Летних Олимпийских игр 2004 и 2012 годов.

## Выступления
| 1999 - 2-й — Giro del Mendrisiotto 2000 - 1-й на этапе 1 — Тур де л'Авенир - 1-й на этапе 3 — Тур Нормандии - — горная классификация — Тур Дании 2001 - 1-й — Гран-при Лугано 2002 - 1-й — Джиро дель Пьемонте 2003 - 1-й — Гран-при Бруно Бегелли - 2-й — Coppa Sabatini - 3-й — Милан — Сан-Ремо - 3-й — Брабантсе Пейл 2004 - 1-й — Брабантсе Пейл - 3-й — Gran Premio Città di Camaiore - — Чемпионат мира по шоссейным велогонкам 2005 - 1-й на этапах 3 и 6 — Тур Британии - 1-й на этапе 3 — Тур Валлонии - 2-й — Ваттенфаль Классик 2006 - 1-й на этапе 12 — Вуэльта Испании - 1-й — Гран-при Камайоре - 3-й — Кубок Бернокки - 3-й — Милан — Сан-Ремо 2007 - 1-й на этапе 1 — Три дня Де-Панне - 3-й — Giro della Romagna - 3-й — Тур Фландрии | 2008 - 1-й — Трофей Лайгуэльи - 1-й — Кубок Плаччи - 2-й — Джиро дель Пьемонте - 3-й — Париж — Брюссель - 6-й — Гент — Вевельгем 2009 - 1-й — Кубок Бернокки - 2-й — Memorial Cimurri - 3-й — Gran Premio Industria e Commercio di Prato - 3-й — Giro del Veneto - 4-й — Джиро ди Ломбардия 2010 - 3-й — Три дня Де-Панне - 1-й — очковая классификация - 3-й — Кубок Уго Агостони 2011 - 2-й — Gran Premio Industria e Commercio di Prato - 3-й — Джиро дель Пьемонте - 10-й — Гран-при Бруно Бегелли 2012 - 2-й — Gran Premio Industria e Commercio di Prato - 2-й — Джиро дель Пьемонте - 7-й — Тур Фландрии - 9-й — Олимпиада 2012 2013 - 1-й — Омлоп Хет Ниувсблад - 1-й на этапе 3 — Джиро д’Италия - 5-й — Милан — Сан-Ремо - 8-й — E3 Харелбеке 2015 - 1-й — Гент — Вевельгем |

## Статистика выступлений наГранд Турах
| Гранд Тур | 2001 | 2002 | 2003 | 2004 | 2005 | 2006 | 2007 | 2008 | 2009 | 2010 | 2011 | 2012 | 2013 | 2014 | 2015 |
| --------- | ---- | ---- | ---- | ---- | ---- | ---- | ---- | ---- | ---- | ---- | ---- | ---- | ---- | ---- | ---- |
| Джиро     | -    | -    | -    | -    | -    | -    | -    | -    | -    | -    | -    | -    | 59   | 111  | 111  |
| Тур       | 106  | -    | 69   | -    | -    | 100  | -    | -    | -    | -    | -    | 108  | -    | 136  | сход |
| Вуэльта   | -    | -    | -    | сход | -    | сход | -    | -    | -    | -    | 135  | -    | 107  | -    |      |